# 三齒狸藻
三齒狸藻（學名：Utricularia tridentata）為狸藻屬小型陸生食虫植物。其种加词“tridentata”来源于拉丁文“tri-”和“dentatus”，意为“三”和“齿状”，指其三齿状的花朵。三齒狸藻为南美洲特有種，可見於阿根廷、巴西及烏拉圭，開紫色花。

## 外部連結
- 食虫植物照片搜寻引擎中三齿狸藻的照片（页面存档备份，存于）

 维基共享资源上的相關多媒體資源：三齿狸藻
 維基物種上的相關：三齿狸藻